# Full Gear (2024)
Pour les articles homonymes, voir AEW Full Gear.
Full Gear (2024) est un Pay-per-view de catch (lutte professionnelle) produit par la promotion américaine All Elite Wrestling. L'événement a eu lieu le 23 novembre 2024 au Prudential Center à Newark (New Jersey). Il s'agit de la 6e édition de Full Gear.

## Production
Full Gear est un Pay-per-view annuel de catch professionnel qui a lieu tous les mois de novembre de chaque année depuis la création de la compagnie en 2019.
Le 11 avril 2024, la compagnie annonce que la sixième édition du Pay-per-view aura lieu au Prudential Center à Newark (New Jersey),.

## Contexte
Les spectacles de la All Elite Wrestling (AEW) sont constitués de matchs aux résultats prédéterminés par les scénaristes de la compagnie. Ces rencontres sont justifiées par des storylines – une rivalité entre catcheurs, la plupart du temps – ou par des qualifications survenues dans les shows de la AEW tels que Dynamite, Rampage et Collision. Tous les catcheurs possèdent un gimmick, c'est-à-dire qu'ils incarnent un personnage gentil (Face) ou méchant (Heel), qui évolue au fil des rencontres. Un événement comme Full Gear est donc un événement tournant pour les différentes storylines en cours.

### Private Party (c) contreThe Outrunnerscontre Kings of the Black Throne contre The Acclaimed
Le 30 octobre à Fright Night Dynamite, Private Party (Zay et Quen) devient les nouveaux champions du monde par équipes en battant les Young Bucks (Matthew et Nicholas Jackson) et remportent les titres pour la première fois de leurs carrières. Trois soirs plus tard à Collision, une série de matchs de qualification, pour déterminer les futurs aspirants no 1 aux ceintures au PPV pour un 4-Way Tag Team match, est annoncée. La semaine suivante à Collision, The Outrunners (Turbo Floyd et Truth Magnum) devient la première équipe qualifiée en battant Top Flight (Darius et Dante Martin). Quatre soirs plus tard à Dynamite, Kings of the Black Throne (Malakai Black et Brody King) devient la seconde équipe qualifiée en battant FTR (Cash Wheeler et Dax Harwood). Le 16 novembre à Collision, The Acclaimed (Anthony Bowens et Max Caster) devient la dernière équipe qualifiée en battant La Facción Ingobernable (Rush et The Beast Mortos).

### Will Ospreay contre Kyle Fletcher
Le 12 octobre à WrestleDream, Will Ospreay, le double champion International, ne conserve pas sa ceinture, battu par Kōnosuke Takeshita dans un 3-Way match qui inclut également Ricochet, ce qui met fin à un règne de 48 jours. Pendant la rencontre, Kyle Fletcher, son protégé, effectue un Heel Turn et se retourne contre lui. Un mois plus tard à Dynamite, il défie son ancien partenaire de l'United Empire pour un match au PPV, ce que ce dernier accepte.

### Roderick Strong contre MJF
Le 12 octobre à WrestleDream, Adam Cole fait son retour de blessure après un an et demi d'absence, en tant que Face, et vient en aide à Daniel Garcia qui se fait attaquer par MJF. Onze soirs plus tard à Dynamite, le leader de l'Undisputed Kingdom est soutenu par ses pairs qui effectuent aussi un Face Turn, puis défie son ancien partenaire par équipes dans un match au PPV. Mais l'ancien champion du monde lui impose, ainsi qu'à Roderick Strong, de battre 3 adversaires qu'il a lui-même choisis avant de l'affronter. La semaine suivante à Fright Night Dynamite, Adam Cole bat Buddy Matthews. Trois soirs plus tard à Collision, Roderick Strong bat Shane Taylor. Le 6 novembre à Dynamite, le leader du clan bat ensuite Malakai Black. Trois soirs plus tard à Collision, son meilleur ami bat ensuite The Beast Mortos. Quatre soirs plus tard à Dynamite, Roderick Strong bat Lance Archer dans un Falls Count Anywhere match et remplit son quota, tandis que de son côté, Adam Cole perd face à Kōnosuke Takeshita et ne remplit pas la condition imposée par celui qu'il voulait défier au PPV.

### Swerve Strickland contre Bobby Lashley
Le 12 octobre à WrestleDream, Swerve Strickland fait son retour après un mois d'absence, refuse l'offre de MVP de rejoindre le Hurt Syndicate et choisit de rester aux côtés de Prince Nana. Seize soirs plus tard à Fright Night Dynamite, il bat Shelton Benjamin, le second membre du clan ennemi, et lui fait subir sa première défaite. Après le combat, Bobby Lashley fait ses débuts en tant que Heel, le confronte, l'attaque avec l'aide des deux autres catcheurs et rejoint officiellement le clan. Le 6 novembre à Dynamite, il défie The All Mighty dans un match au PPV, accepté par le manager du clan.

### Jay White contre "Hangman" Adam Page
Le 2 octobre à Dynamite: 5 Years Anniversary, "Hangman" Adam Page bat Juice Robinson. Après le combat, il attaque son adversaire, mais Jay White fait son retour de blessure après 2 mois et demi d'absence, vole au secours de son partenaire du Bang Bang Gang, poursuit le premier catcheur et le fait passer à travers une table. Dix soirs plus tard à WrestleDream, le catcheur néo-zélandais bat l'ancien champion du monde. Le 26 octobre à Collision, après avoir battu Shane Taylor, il défie le membre de l'Elite dans un match revanche au PPV. Quatre soirs plus tard à Fright Night Dynamite, "Hamgman" Adam Page répond favorablement à son défi

### Jack Perry (c) contre Daniel Garcia
Le 12 octobre à WrestleDream, Jack Perry, le champion TNT, a conservé son titre en battant Katsuyori Shibata. Seize soirs plus tard à Fright Night Dynamite, Daniel Garcia lui annonce être le prochain à perdre son titre, ce qui officialise le match entre les deux catcheurs pour la ceinture au PPV.

### Mercedes Moné (c) contre Kris Statlander
Le 5 octobre à Collision, Kris Statlander effectue un Face Turn, car elle confronte Kamille, la garde du corps de la championne TBS, Mercedes Moné et cette dernière pendant leur interview. Plus tard, elle bat Zoey Lynn. Après le combat, elle se fait attaquer par la première catcheuse. Le 30 octobre à Fright Night Dynamite, elle bat Kamille et lui fait subir sa première défaite. Mais après le combat, son adversaire et The CEO se vengent et l'attaquent. Trois soirs plus tard à Collision, elle défie la championne TBS pour sa ceinture au PPV.

### Jon Moxley (c) contre Orange Cassidy
Le 12 octobre à WrestleDream, Jon Moxley redevient champion du monde, pour la quatrième fois, en battant Bryan Danielson. Le 30 octobre à Fright Night Dynamite, Orange Cassidy le défie pour sa ceinture au PPV. Plus tard, le leader du Death Riders explique qu'en réalité, c'est lui qui défie l'ancien double champion International. Plus tard, les commentateurs annoncent officiellement le match entre les deux catcheurs pour la ceinture au PPV.

## Tableau des matchs
| Ordre par numéros | Résultat | Stipulation(s)                                                 | Temps |
| --- | --- | -------------------------------------------------------------- | ----- |
| 1P | Anna Jay bat Deonna Purrazzo (avec Taya Valkyrie), | Match simple,                                                  | 7:00  |
| 2P | Buddy Matthews bat Dante Martin, Komander (avec Alex Abrahantes) et The Beast Mortos, | 4-Way match,                                                   | 10:35 |
| 3P | "Big Boom!" A.J. (avec Big Justice et The Rizzler) bat QT Marshall (avec The Ace of Space Academy),                                                                                        | Match simple,                                                  | 11:45 |
| 4 | Private Party (Zay et Quen) (c) bat The Outrunners (Truth Magnum et Turbo Floyd), Kings of the Black Throne (Malakai Black et Brody King) et The Acclaimed (Anthony Bowens et Max Caster), | 4-Way Tag Team match pour les AEW World Tag Team Championship, | 13:25 |
| 5 | MJF bat Roderick Strong par soumission, | Match simple,                                                  | 13:40 |
| 6 | Mercedes Moné (c) bat Kris Statlander, | Match simple pour le AEW TBS Championship,                     | 19:25 |
| 7 | Jay White bat "Hangman" Adam Page, | Match simple,                                                  | 19:55 |
| 8 | Kyle Fletcher bat Will Ospreay, | Match simple,                                                  | 24:15 |
| 9 | Daniel Garcia bat Jack Perry (c) par soumission, | Match simple pour le AEW TNT Championship,                     | 18:25 |
| 10 | Kōnosuke Takeshita (c) bat Ricochet, | Match simple pour le AEW International Championship,           | 19:15 |
| 11 | Bobby Lashley (avec MVP et Shelton Benjamin) bat Swerve Strickland (avec Princa Nana) par soumission technique,                                                                            | Match simple,                                                  | 13:35 |
| 12 | Jon Moxley (c) (avec Marina Shafir) bat Orange Cassidy, | Match simple pour le AEW World Championship,                   | 19:20 |
| La lettre C placée entre parenthèses désigne la personne ou l’équipe championne en titre. P – indique que le match a eu lieu lors du pré-show | |                                                                |       |